# Racconto di primavera
Racconto di primavera (Conte de printemps) è un film del 1990 diretto da Éric Rohmer.
È il primo episodio del ciclo dei Racconti delle quattro stagioni.

## Trama
Appena uscita dal liceo “Jacques Brel” di Parigi, dove insegna filosofia, Jeanne si reca a casa del fidanzato Mathieu. I due ultimamente hanno problemi di relazione; trova l'appartamento in disordine, lui è partito per il fine settimana. Jeanne rientra a casa propria, ma la trova ancora occupata dalla cugina Gaëlle alla quale l'aveva prestata per qualche giorno; con lei c'è anche un giovane soldato, la sua fiamma del momento. Quando Gaëlle le chiede di farsi ospitare ancora qualche giorno, Jeanne non ha il coraggio di dire di no; a questo punto però si trova senza un posto dove andare a dormire.
Accetta quindi un invito per una festa a casa di un'amica a Montmorency, fuori Parigi, dove non conosce nessuno; le si avvicina una bella ragazzina, Natacha, arrivata insieme a un uomo maturo che se ne è già andato. Le due fanno amicizia, Jeanne la accompagna a Parigi e Natacha la invita a dormire nella casa dove vive con il padre.
Tra le due si instaura una certa confidenza, Natacha racconta della separazione dei genitori. Il padre Igor, funzionario del Ministero della Cultura che si occupa di promozione dell'arte, è spesso in viaggio. Il mattino successivo Natacha è già uscita di casa e il padre torna a sorpresa mentre Jeanne è sotto la doccia. Le lascia un messaggio per Natacha, quindi riparte per Roma.
Natacha invita Jeanne nella casa di famiglia a Fontainebleau per vedere come la primavera ha riempito di fiori il giardino. Le due ragazze diventano molto affiatate, la simpatia è reciproca; Natacha racconta all'amica che Eve, la fidanzata del padre, le ha sottratto una preziosa collana di famiglia. La ragazza odia Eve, che ha poco più della sua età, e non nasconde che le piacerebbe vedere Jeanne al suo posto, come fidanzata del padre.
Le due amiche tornano a Parigi ma Jeanne non ha il coraggio di riprendere possesso del proprio appartamento perché la cugina le chiede ancora una breve dilazione. Natacha la invita di nuovo in campagna, fingendo che il padre sia altrove; quando arrivano a Fontainebleau invece trovano Igor e Eve. Mentre preparano la cena, Natacha ed Eve litigano, tanto che quest'ultima torna a Parigi, offesa.
Sopraggiunge il fidanzato di Natacha, la ragazza lascia da soli il padre e l'amica, probabilmente augurandosi che nasca qualcosa fra i due. In effetti tra Igor e Jeanne c'è una certa tensione erotica, hanno una schermaglia verbale che somiglia a un corteggiamento. Arrivano a scambiarsi un bacio, poi Jeanne si trattiene a forza e lascia la casa. Tornata a Parigi, ha un breve diverbio con Natacha perché è convinta che si sia trattato di un suo complotto per sostituirla a Eve. Casualmente, Jeanne trova la collana scomparsa mentre fa i bagagli per tornare a casa. Arrivata nell'appartamento di Mathieu, si accinge a fare un po' d'ordine.

## Produzione
Il film è prodotto dalla casa produttrice del regista Les Films du Losange.

### Soggetto e sceneggiatura
Il soggetto e la sceneggiatura sono scritti dallo stesso Rohmer.

## Colonna sonora
La colonna sonora del film è costituita dai seguenti brani:
- Sonate für Violine und Klavier No. 5 'Frühling' op. 24: IV. Rondo. Allegro ma non troppo di Beethoven, eseguito da Tedi Papavrami e Alexandre Tharaud
- Montmorency Blues di Jean-Louis Valéro
- Les Chants de l'aube di Robert Schumann, eseguito da Florence Darel
- Studi sinfonici di Robert Schumann, eseguiti da Cécile Vigna

## Distribuzione
Il film è uscito il 4 aprile 1990.

## Accoglienza

### Critica
Chiuso il precedente ciclo, Commedie e proverbi, Rohmer sembra voler perseguire un ritorno alle origini testimoniato soprattutto dal contenuto filosofico che non può fare a meno di rimandare a La mia notte con Maud, con i richiami a Immanuel Kant al posto delle discussioni su Blaise Pascal. Kant viene scelto soprattutto come simbolo della contraddizione. E non è un caso che Jeanne dichiari esplicitamente di avere bisogno di un “giudizio sintetico a priori” sul quale fondare il senso della propria vita, la cui nozione filosofica mette in crisi Eve durante la cena in cui fa la conoscenza di Jeanne. E sempre a proposito di contraddizione, le due protagoniste femminili si muovono ognuna tra due case, la propria e quella del fidanzato, oppure Parigi e Fontainebleau.

#### Le combinazioni del cuore
(Dossier sul film nel sito francese Arte)
Sono altrettanto evocate le relazioni di potere che si instaurano: mentre Natasha complotta per avvicinare suo padre a Jeanne, quest'ultima deve lottare per preservare la sua identità e il suo equilibrio personale. Igor, il padre di Natasha, si lascia facilmente portare dagli eventi, all'opposto di Eva costantemente sulla difensiva.»
(Traduzione propria)

#### Scarti narrativi
Roberto Ellero:
È primavera ma l’ambientazione privilegia gli interni: cucine, soggiorni, camere da letto, salotti, sale da pranzo di uno e poi due, e poi tre, e poi quattro, e poi cinque (tanti ne abbiamo contati) diversi appartamenti: a Parigi, Montmorency, in campagna. Sono i luoghi non indifferenti che un regista come Rohmer, mai casuale nell’organizzazione dello spazio, esso stesso dimensione del linguaggio, sceglie per far parlare i personaggi. [...]
L’altro significativo scarto che caratterizza il film è che in primavera gli amori non sbocciano, muoiono. Baruffano e si lasciano Igor e Eve, per la gioia di Natacha, ma fino ad un certo punto, perché anche i rapporti con il suo fidanzato si sono fatti di recente difficili. Quanto a Jeanne, che dribbla volentieri le avances di Igor, chi può dire che sia felice con Mathieu (che, infatti, non compare mai)? Odia sentirsi sposata e, non esserlo, mantiene il doppio domicilio ma non si sente a suo agio in nessuno dei due, mostra saggezza e manifesta comprensione per i guai degli altri ma chissà...»
(Roberto Ellero, Segno cinema, n. 44, luglio 1990.)
Della stagione primaverile infatti c'è ben poco nell'ambientazione: pochi fiori e qualche frutto della terra, soprattutto nelle scene ambientate a Fontaiebleau: Rohmer fugge infatti da qualsiasi immagine stereotipata, la primavera del titolo è soprattutto la prospettiva di mutamento che si offre a Jeanne, a Igor e anche a Natacha.